# Takeo Doi

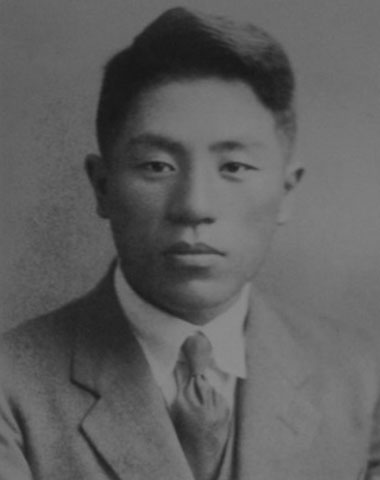
Takeo Doi

Takeo Doi (jap. 土井武夫 Doi Takeo; ur. 31 października 1904, zm. 24 grudnia 1996) – japoński konstruktor i projektant lotniczy.  Asystował przy projektowaniu samolotów takich jak: Samolot myśliwski wz. 92 (Kawasaki KDA-5), Kawasaki KDA-6, Kawasaki Ki 3, był głównym projektantem samolotów Kawasaki Ki-5, Kawasaki Ki-28, Kawasaki Ki-10, Kawasaki Ki-45, Kawasaki Ki-48, Kawasaki Ki-56, Kawasaki Ki-61, Kawasaki Ki-100 i innych.